# Anastásios Pántos
Anastásios Pántos (en grec : Αναστάσιος Πάντος), souvent appelé Tásos Pántos (Τάσος Πάντος), est un footballeur grec né le 5 mai 1976 à Athènes. Il évolue actuellement au poste de défenseur au PAS Giannina, club de deuxième division grecque.

## Carrière
- 1998-2003 :  AO Proodeftiki
- 2003-2010 :  Olympiakos Le Pirée
- Depuis 2010 :  PAS Giannina[1]